# OCT Tower
La OCT Tower (en chino simplificado, 华侨城大厦) es un rascacielos de oficinas situado en la Overseas Chinese Town de Shenzhen, Provincia de Cantón, China. Tiene 300 metros de altura y 60 plantas. Actualmente es el decimoquinto edificio más alto de Shenzhen. El edificio fue propuesto inicialmente en 2013, sus obras empezaron en 2015 y se completó en 2019. Fue diseñado por Kohn Pedersen Fox.